# Pont de l'île de Ré
Le pont de l'île de Ré est situé en Charente-Maritime et a été ouvert à la circulation le 19 mai 1988. Le pont relie l'île de Ré au continent par une courbe de 2 926,5 mètres de longueur culminant à 42 mètres au-dessus de la mer,,. Il va du lieu-dit La Repentie, proche du port de La Pallice au nord-ouest de La Rochelle, à la pointe de Sablanceaux à Rivedoux-Plage sur la rive orientale de l'île de Ré.
Il est le deuxième plus long pont de France derrière le pont de Saint-Nazaire et devant le pont de l'île d'Oléron.

## Histoire
Ce pont est destiné  à assurer la continuité territoriale entre le continent et l’île de Ré. Sa maîtrise d'ouvrage et sa maîtrise d'œuvre ont été assurées par le département (sans recourir à un concessionnaire) et il est classé dans la voirie départementale. L'ouvrage résulte d'une décision du conseil général de la Charente-Maritime datant de 1980, et d'un arrêté d'utilité publique signé par le préfet de Charente-Maritime le 28 août 1984. 
Sa construction a été décidée à la suite de l'augmentation exponentielle du trafic des bacs entre La Pallice et Sablanceaux. De 40 000 passages en 1947, on était passé à 872 000 passages en 1957 puis 2 071 000 passages en 1967. C'est l'entreprise Bouygues qui a été choisie pour la réalisation de l'ensemble.
Le projet est financé par le conseil général de la Charente-Maritime, pour un coût total s'élève à 385 millions de francs (58,7 millions d'euros), et plus de 600 millions de francs avec les voies d'accès. Un tunnel a été pendant un temps envisagé, mais bien que moins long (2,4 km), il serait revenu à 620 millions de francs (94,5 millions d'euros).

### Controverses
Le pont de l'île de Ré a été l'objet d'une vive controverse, se déplaçant de tribunaux en émissions de télévision (ce qui valut notamment son éviction de TF1 à Michel Polac). Lors de l'élaboration du projet, des voix se sont élevées contre l'idée de relier l'île au continent par un pont, et ont œuvré jusqu'au bout pour arrêter le projet.
Aussi, lorsque les travaux ont débuté, un recours a été déposé au tribunal administratif. Cependant, en raison de la vitesse à laquelle ont été menés les travaux et des lenteurs de la justice française, le pont était déjà achevé lorsque le juge administratif a statué sur les demandes tendant à l'arrêt des travaux (fin novembre 1988). Le pont n'a pas été démoli car il était dès lors protégé par son statut d'ouvrage public.
Alors que certains cherchaient à préserver leur île à n'importe quel prix, les autres, de loin les plus nombreux, voyaient les avantages que pouvait leur apporter un lien fixe, notamment pour une grande partie de Rétais allant travailler quotidiennement sur le continent, pour les enfants scolarisés dans les collèges et lycées de La Rochelle et pour les évacuations sanitaires urgentes. En effet, les bacs qui assuraient précédemment le passage entre Ré et le continent (en général de 6 heures du matin à minuit) présentaient d'importantes contraintes : outre l'attente à l'embarquement (jusqu'à plus de six heures l'été) et la durée de la traversée (entre 45 min et 1 h 30 au total selon les heures pour une traversée de 5 km), ils devaient rester à quai lorsque la mer était trop mauvaise. Si une évacuation sanitaire d'urgence devait être effectuée, il était nécessaire de faire venir un hélicoptère du CHU de Poitiers, un tel mode de transport n'étant pas à l'époque disponible à La Rochelle. Pour ces raisons, le pont a apporté un confort indispensable aux insulaires.

### Construction
La construction, confiée à l'entreprise Bouygues débute le 26 février 1987 et la pose du dernier voussoir a lieu le 15 février 1988; elle met en œuvre des techniques de pointe. L'utilisation d'une plateforme maritime a permis aux équipes de travailler par tous les temps. Les fondations comportent des pieux en béton de deux mètres de diamètre et ancrés sur une douze mètres de profondeur, d'une inclinaison de 20 degrés, forés dans le calcaire des fonds marins et qui servent d'appui aux piles, des cylindres de 5,50 mètres de diamètre. Les piles sont faites en béton armé.
Les études de cet ouvrage ont été conduites par Pham Xuan Thao ; le chantier était dirigé par Charles-Étienne Perrier, et Michel Placidi coordonnait l'ensemble de cet ouvrage complexe.
La technique mise en œuvre est la méthode de construction en encorbellement par voussoirs préfabriqués, permettant au pont de progresser de plus de 20 mètres par jour. Une centrale à béton fabriquait les voussoirs sur place à La Repentie/La Pallice. Un engin nommé poutre de lancement et mesurant 285 mètres de long, conçu par Pierre Richard, directeur scientifique de Bouygues, prenait appui sur deux piles et déposait des voussoirs sur une troisième; il les assemblait ensuite en formant des demi-arches de façon symétrique par rapport à cette pile, la progression de l'ensemble se faisant dans le sens continent-île de Ré.
L'utilisation de poutres-caissons (l'intérieur des voussoirs est vide) permet le passage des approvisionnements en eau et en électricité de toute l’île, ainsi que l’inspection de l’ouvrage.
Achevé relativement rapidement en 23 mois à peine, il a été inauguré le 19 mai 1988.

Vues de l'ouvrage en construction.
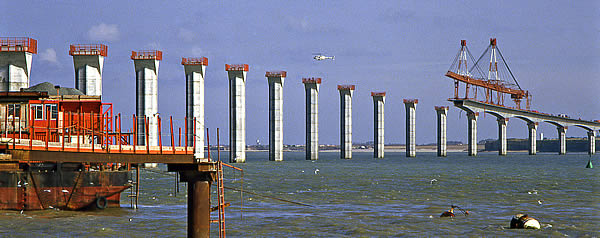
Construction du pont. La poutre de lancement de manipulation des voussoirs mesurait 285 m de long. Elle fut démontée sur l'île à la fin des travaux.
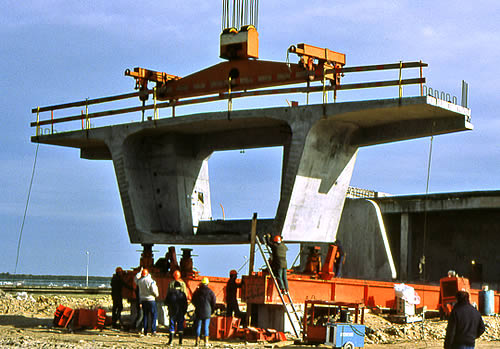
Un des 796 voussoirs du pont dont la forme varie suivant leur position.
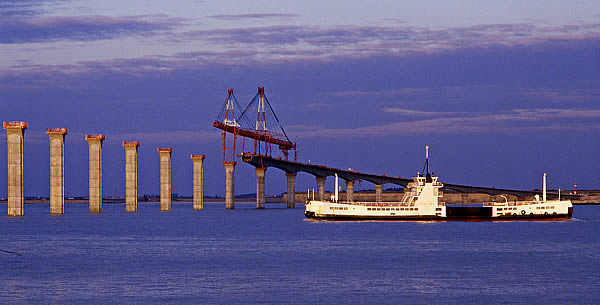
Le bac Maréchal de Thoiras passe devant le pont en construction, novembre 1987
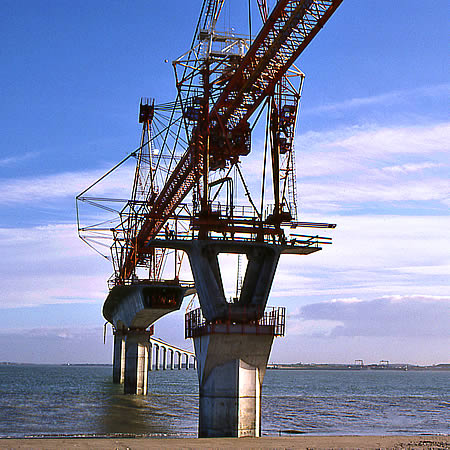
Le pont en construction, vue côté île de Ré
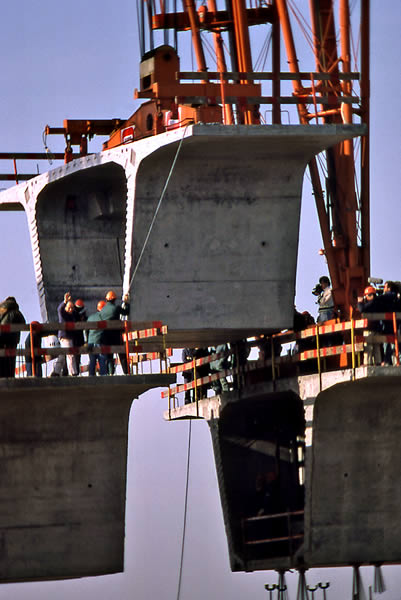
Pose du dernier voussoir.
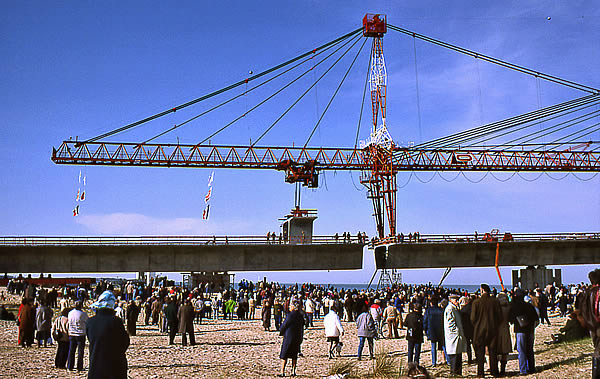
Le jour de la pose du dernier voussoir le 15 février 1988, côté île.

## Description
Le pont de l'Île de Ré, inauguré en 1988, est le deuxième plus long pont de France avec ses 2 926,5 mètres de longueur, derrière le pont de Saint-Nazaire, inauguré en 1975 et faisant 3 356 mètres.
Le pont de l'Île de Ré est constitué de six viaducs distincts reliés entre eux par des joints de chaussée. L'ensemble de l'ouvrage présente un rayon de courbure horizontale de 5 000 mètres.

Vue en plan schématique

Élévation de l'ouvrage

Les viaducs sont composés de poutres mono-caisson (en un seul bloc) réalisées en béton précontraint. Ils sont constitués de 29 travées s'appuyant sur un ensemble de 28 piles. Il y a 23 travées de 110 mètres de long, encadrées de travées de longueur variable de part et d'autre. Les voussoirs sont liaisonnés par des câbles de précontrainte, permettant ainsi au pont de résister aux charges appliquées, à la dilatation thermique, aux contraintes causées par le vent, ou aux phénomènes sismiques (le dernier en date ayant eu lieu le 24 août 2006). Le tablier du pont est libre et posé simplement sur des patins fixés sur chaque pile.
Les piles du pont sont prévues pour résister au choc des plus gros navires lancés à pleine vitesse pouvant passer sous l'ouvrage.
Selon l'ancien député de l'île, Alain de Lacoste-Lareymondie, la forme en cloche du pont dans sa partie centrale a été imposée par la Marine nationale – soit 30 m au-dessus de la mer – pour permettre le passage des navires de guerre et la courbe du pont sur presque toute sa longueur permet de contourner une fosse particulièrement profonde présente sur le trajet axial La Pallice – Sablanceaux.

Élévation de chacun des six viaducs

Le tirant d'air au point le plus haut, à savoir la distance entre la ligne d'intrados du pont et la ligne des plus hautes eaux, est de 30 mètres pour quatre travées navigables.
Large de 15,5 mètres, le tablier offre deux voies de circulation (9 m de voies routières), une piste cyclable à double sens d'un côté et une autre réservée aux piétons de l'autre (2,5 mètres).
Le pont a nécessité pour sa construction 50 000 m3 de béton, 6 000 tonnes d'acier et 796 voussoirs pesant de 80 à 130 tonnes.

Le pont depuis la pointe de Chauveau - Rivedoux-Plage

## Exploitation

### Trafic
Le trafic initialement prévu était évalué à 10 000 véhicules par jour en basse saison et 25 000 véhicules par jour les mois d'été, soit entre 5 et 6 millions de véhicules par an. Le trafic en 1989 est en fait entre trois et quatre fois inférieur à cette prévision (1 510 959 véhicules). La barre des 2 millions a été dépassée en 1996, et celle des 2,5 millions en 2000. En 2007, la circulation routière, en hausse de 1,91 % par rapport à 2006, a dépassé les trois millions de véhicules (3 042 637 véhicules).
En 2008, 45 millions d'entrées ont été enregistrées depuis l'ouverture. Le 11 juillet 2009, le record des passages sur une journée, qui datait du 8 mai 2002, a été porté à 16 429 véhicules.

### Péage

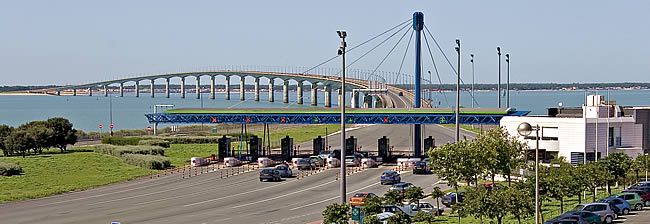
Le pont depuis La Repentie/La Pallice, au premier plan le péage.

Jusqu'en décembre 2003, la traversée du pont était soumise à un péage : les Rétais disposaient alors d'un tarif préférentiel, avant qu'ils n'accèdent à la gratuité totale à partir de cette date,. Les résidents secondaires, les travailleurs non insulaires ou saisonniers disposaient alors d'un accès à un tarif réduit. Seuls des usagers n'entrant dans aucune de ces catégories payaient un tarif plein. En 2006, les tarifs ainsi pratiqués étaient 16 € pour une berline de mi-juin à mi-septembre et 8 € hors saison, dont une écotaxe de 3,05 €. Les piétons et les vélos bénéficient de la gratuité depuis le début.
Cependant, à l'approche de l'échéance menant à la suppression du péage prévue pour 2012, de nombreux Rétais et certains résidents issus du continent s'opposèrent à cette éventualité, craignant que la gratuité du passage n'aggrave l'afflux massif d'automobiles appartenant à des promeneurs et vacanciers venant du continent. En effet, avant 2012, l’île était déjà saturée par la circulation automobile principalement durant les week-ends de chassé-croisé important. La commune de Rivedoux-Plage est traversée obligatoirement par tous les véhicules entrant ou sortant de l’île. Ils entravent la circulation des habitants, pénalisant également les services de secours (police, pompiers, ambulances…), de 16 à 21 heures. À ces périodes, le temps de sortie de l’île est généralement de plus de deux heures pour un véhicule venant d’une autre commune. Cette situation est également vécue sur l'autre grand pont du département, à l'île d'Oléron.

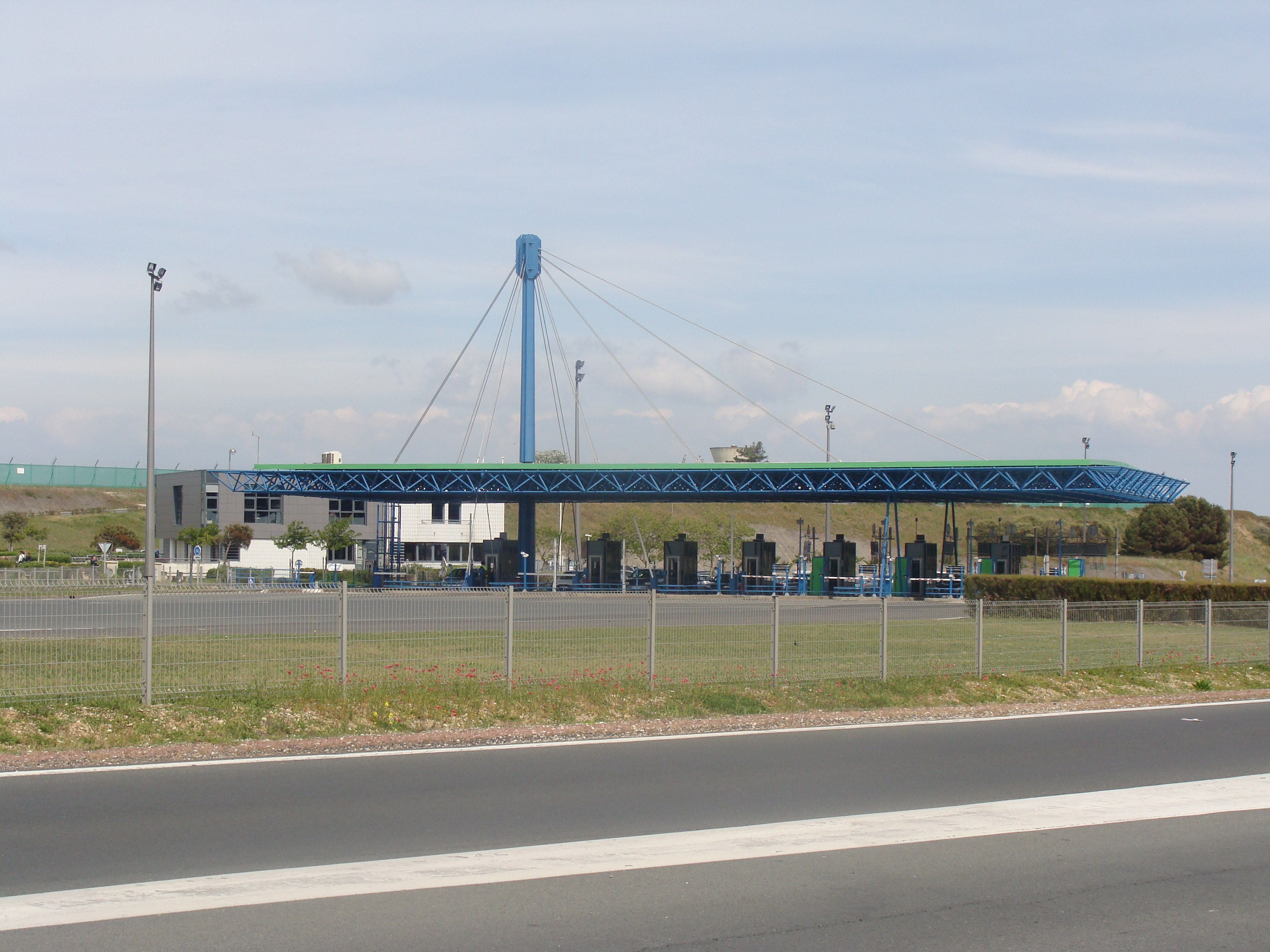
Péage du pont de l'île de Ré

Répondant aux craintes des îliens, le 22 septembre 2009, l'Assemblée nationale a voté l'amendement no 123 et le sous-amendement 141, déplafonnant le montant de l'écotaxe et la maintenant pour le passage du pont de l'île de Ré au-delà du 1er janvier 2012.
Depuis cette date, le péage a été supprimé, mais les non-insulaires ou non-propriétaires d'une résidence sur l'île (tarif particulier) doivent s'acquitter, à la barrière de péage du pont, d'une écotaxe, servant non plus à rembourser les frais de construction de l'ouvrage, mais pour soutenir à parts égales :
- une contribution à la protection des espaces naturels de l’île baptisée « CAP RE » répartie entre les dix communes insulaires[17] ;
- l'entretien du pont et le développement des transports en commun sur l'île financé par conseil départemental.

Les véhicules sont répartis en cinq catégories disposant chacune d'une tarification différente. De plus, la tarification des véhicules de classe 1 et 2 diffère selon la saison (du 20 juin au 11 septembre pour la « saison haute » et le reste de l'année pour la « saison basse »). La gratuité reste appliquée pour les piétons, les vélos et motos inférieures à 50 cm3. Les utilisateurs de la navette électrique « RespiRé » du réseau Les Mouettes, circulant entre Belvédère (La Rochelle) et Sablanceaux (Rivedoux-Plage) du 4 avril au 27 septembre, ne payent qu'1 € le trajet (celui-ci est gratuit durant le week-end de Pâques).
Depuis 2008 avait été testé, auprès de certains insulaires volontaires utilisant le pont quotidiennement, un procédé de télé-badge et de reconnaissance optique des plaques minéralogiques pour un accès automatique, libérant ainsi le trafic des cabines à péage traditionnelles, procédé abandonné au 1er janvier 2012, avec retour à une carte à lecture optique. En novembre 2013, le Conseil général de la Charente-Maritime, en partenariat avec Vinci Autoroutes diffuse un nouveau télé-badge, le télé-badge Direc't RP auprès des insulaires.

Vues de l'ouvrage en service.
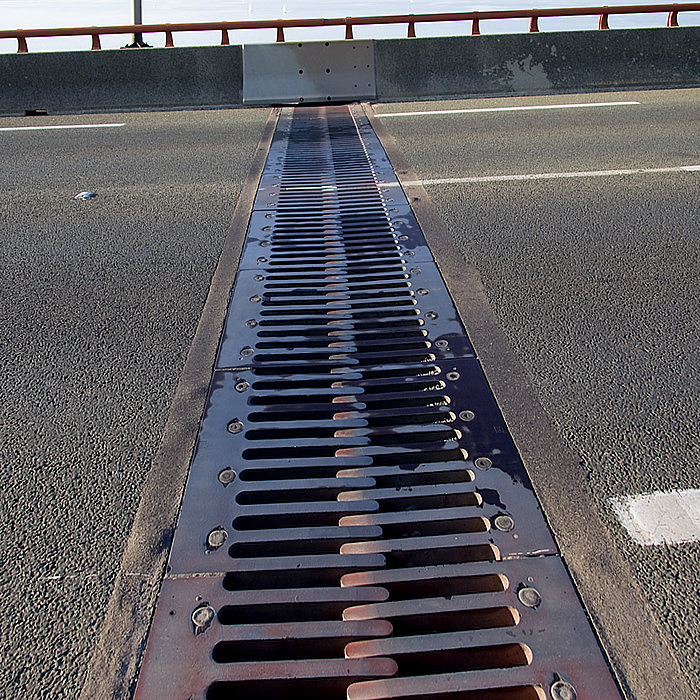
Raccord de dilatation entre deux viaducs.
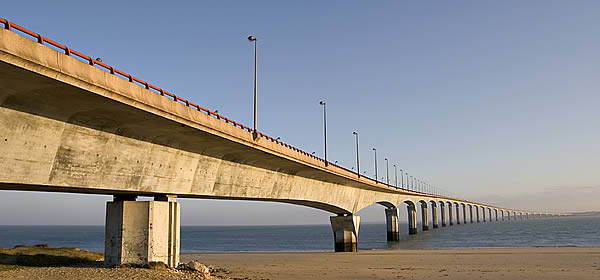
Le pont depuis la plage de Sablanceaux - Rivedoux-Plage - Île de Ré
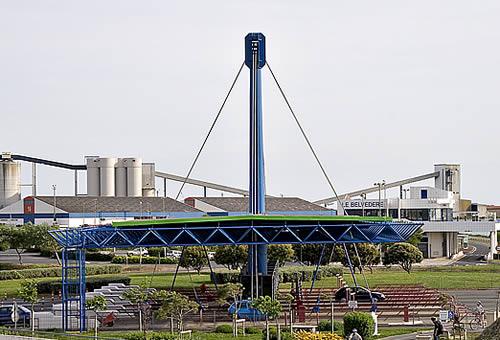
Le péage du pont sur le continent à La Repentie (La Pallice)
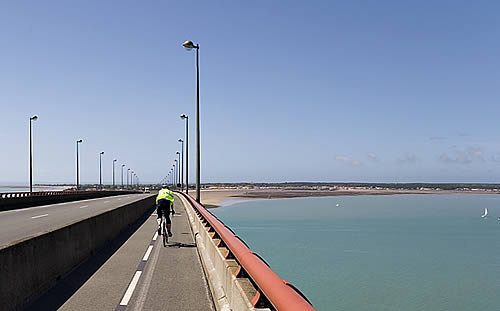
Côté piste cyclable, au fond à droite la baie de Rivedoux-Plage
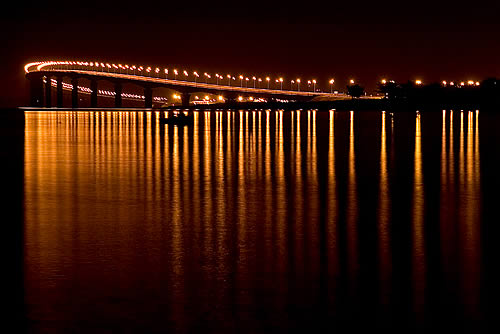
Le pont de l'Île de Ré, vue de nuit depuis la baie de Rivedoux

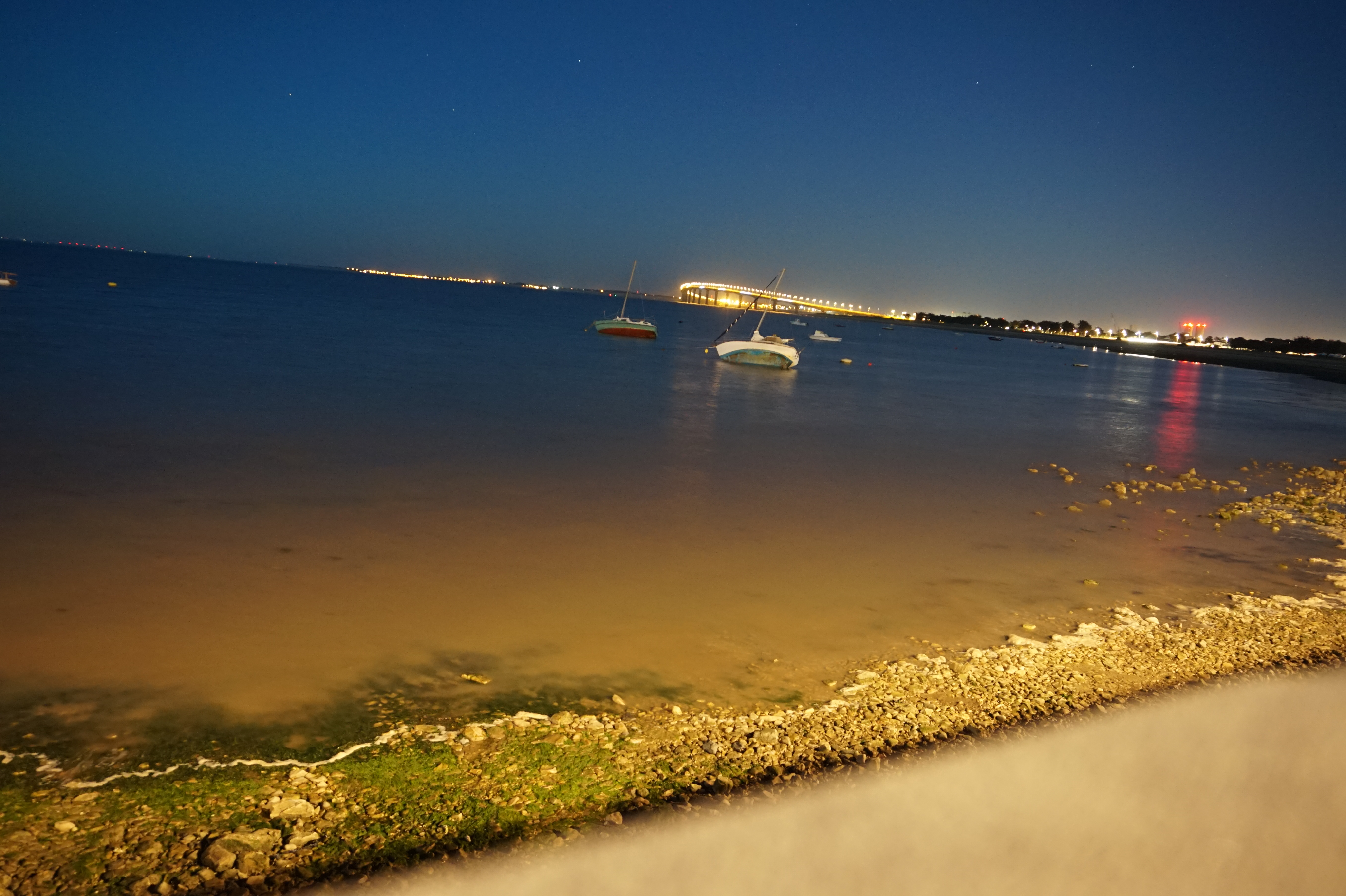
Le pont de l'île de Ré depuis Rivedoux

## Maintenance
Tous les neuf ans, le pont subit une inspection détaillée intérieure et extérieure complète (obligatoire pour ce genre d'ouvrage d'art), y compris des parties aériennes et sous-marines. Une telle inspection a été réalisée en juillet 2006 pour les 18 ans du pont par les services de la SNCF. Elle a duré un mois entier, pour un coût estimé de 200 000 euros. Les piles du pont étant creuses, des plongeurs sont descendus à l’intérieur inspecter la partie hors d’eau, puis sous-marine, de chacune.
Depuis septembre 2008, l'éclairage du pont a été modernisé, les têtes de réverbères ont été remplacées, avec la possibilité de moduler l'intensité lumineuse pour une meilleure visibilité en fonction des conditions lumineuses, météorologiques ou d'accident ; ainsi que dans un but d'économie d'énergie.

### Incident du 12 septembre 2018
Lors d'une visite de contrôle ordinaire effectuée le 12 septembre 2018, la rupture d'un des 12 câbles en acier de l'un des six viaducs est constatée. Il s'agit d'un câble de précontrainte de 15 centimètres de diamètre et de 440 mètres de longueur. Le viaduc concerné est le viaduc n°2, le deuxième en partant de l'île de Ré. Des mesures de restriction de la circulation sont immédiatement prises : la circulation des poids lourds de plus de 40 tonnes (convois exceptionnels) est interdite, les véhicules de plus de 3,5 tonnes doivent respecter une distance de sécurité de 200 mètres entre eux, afin de ne pas solliciter le viaduc de façon excessive et la vitesse maximale sur le pont est ramenée à 50 km/h contre 80 km/h en temps normal. Une surveillance renforcée est en outre mise en place avec des inspections quotidiennes à l'intérieur de la structure. Enfin une entreprise est mandatée pour remplacer le câble défaillant.
Cette défaillance serait due à une malfaçon lors de la pose du câble lors de la construction de l'ouvrage en 1988. En effet lors du retrait de la tête d'ancrage du câble, à environ 40 cm du point de rupture, a été constatée à cet endroit la présence de mousse de polyuréthane au lieu du coulis de ciment normalement injecté pour enrober les câbles d'acier. La mousse de polyuréthane est un bon isolant thermique mais n'est pas du tout étanche à l'humidité qui a pu se propager à l'intérieur de la gaine et corroder les brins du câble. La responsabilité de l'entreprise Bouygues qui a construit le pont ne peut toutefois plus être appelée car la garantie décennale est expirée,.